# Herb Zaniemyśla
Herb Zaniemyśla – symbol miasta i gminy Zaniemyśl.

## Wygląd i symbolika
Herb przedstawia na tarczy w polu srebrnym czerwonego lwa stojącego na tylnych łapach, w koronie na głowie z gałązką palmową w łapie. Po lewej stronie lwa umieszczone jest serce z którego wyrastają trzy kwiaty. Jest to historyczny herb miasta Zaniemyśl.